# Vis compulsiva
Vis compulsiva (lat. „zwingende Gewalt“) ist ein Rechtsbegriff im Strafrecht. Er wird auch als „nötigende Gewalt“ übersetzt und steht dem Begriff der vis absoluta (lat. „absolute Gewalt“) gegenüber.
Es handelt sich um zwei Formen der Gewaltausübung, die im Strafrecht für diverse Delikte eine Rolle spielt. So kann beispielsweise der Diebstahl bei (zwingender oder absoluter) Gewaltanwendung als Raub qualifiziert werden.
Bei mehreren Delikten, vor allem bei der Nötigung, ist der Gewaltbegriff und insbesondere die Abgrenzung zwischen zwingender und absoluter Gewaltanwendung umstritten, weil eine klare Grenzziehung zwischen Gewalt, der Drohung mit Gewalt und einem möglicherweise gar nicht strafwürdigen passiven Täterverhalten, das gleichwohl die Reaktion des Opfers beeinflusst, im Detail sehr schwierig ist. Diese Grenzziehung ist manchmal nötig, um genau bestimmen zu können, wer sich strafbar macht und wer nicht.
Vis compulsiva wird in der Strafrechtslehre auch als „willensbeugende“ Gewalt bezeichnet. Dabei wird dem Opfer die Gegenwehr oder das nicht tatkonforme Verhalten nicht durch direkte Gewaltanwendung (etwa Fesseln, Betäuben, Niederschlagen, Einsperren) unmöglich gemacht (das wäre absolute oder „willensbrechende“ Gewalt), sondern das Opfer wird durch anderweitige gewaltsame Einflussnahmen des Täters (etwa Schlaf- oder Nahrungsentzug) gefügig gemacht und gezwungen, sich dem Willen des Täters zu beugen.
Der Unterschied zur Drohung besteht hierbei darin, dass dem Opfer bei zwingender Gewalt bereits unmittelbar Schmerzen oder andere Übel zugefügt werden. Die Gewalt der Handlungen liegt also darin, dass der Wille des Opfers dadurch gebeugt wird, dass ihm Übel zugefügt werden. Bei der Drohung werden diese nur in Aussicht gestellt, um den Willen des Opfers zu beugen.